# رهبورن
رهبورن (به آلمانی: Rehborn) یک شهر در آلمان است که در باد کرویتسناخ واقع شده‌است. رهبورن ۷۶۹ نفر جمعیت دارد.